# Central Point
Central Point è una città degli Stati Uniti, situata in Oregon, nella contea di Jackson.